# План Мореля
План Море́ля («Елементи для тимчасового закону про місцеві вибори в деяких районах Донецької і Луганської областей») — документ, що передбачає проведення виборів у тимчасово непідконтрольних Україні окремих районах Донецької та Луганської областей з метою врегулювання збройного конфлікту на Донбасі.
План передбачає ухвалення Верховною Радою України спеціального закону щодо місцевих виборів на окупованих територіях, які де-факто відбудуться поза контролем української сторони. План запропонований робочій групі з питань політики Тристоронньої контактної групи французьким дипломатом П'єром Морелем. За інформацією Deutsche Welle, план вироблений заступницею держсекретаря США Вікторією Нуланд та статс-секретарем МЗС РФ Григорієм Карасіним.
За інформацією журналіста «Дзеркала тижня» Сергія Рахманіна, який зробив план надбанням громадськості у статті «Морельські тези» від 18 вересня 2015 року, «План Мореля» був загалом прийнятий сторонами «нормандської четвірки» на берлінському саміті 12 вересня 2015 року, а остаточне його узгодження мало закінчитися 2 жовтня на саміті в Парижі.
З реалізацією «Плану Мореля» пов'язують зняття з Росії міжнародних санкцій в умовах наростання у світі інших криз.

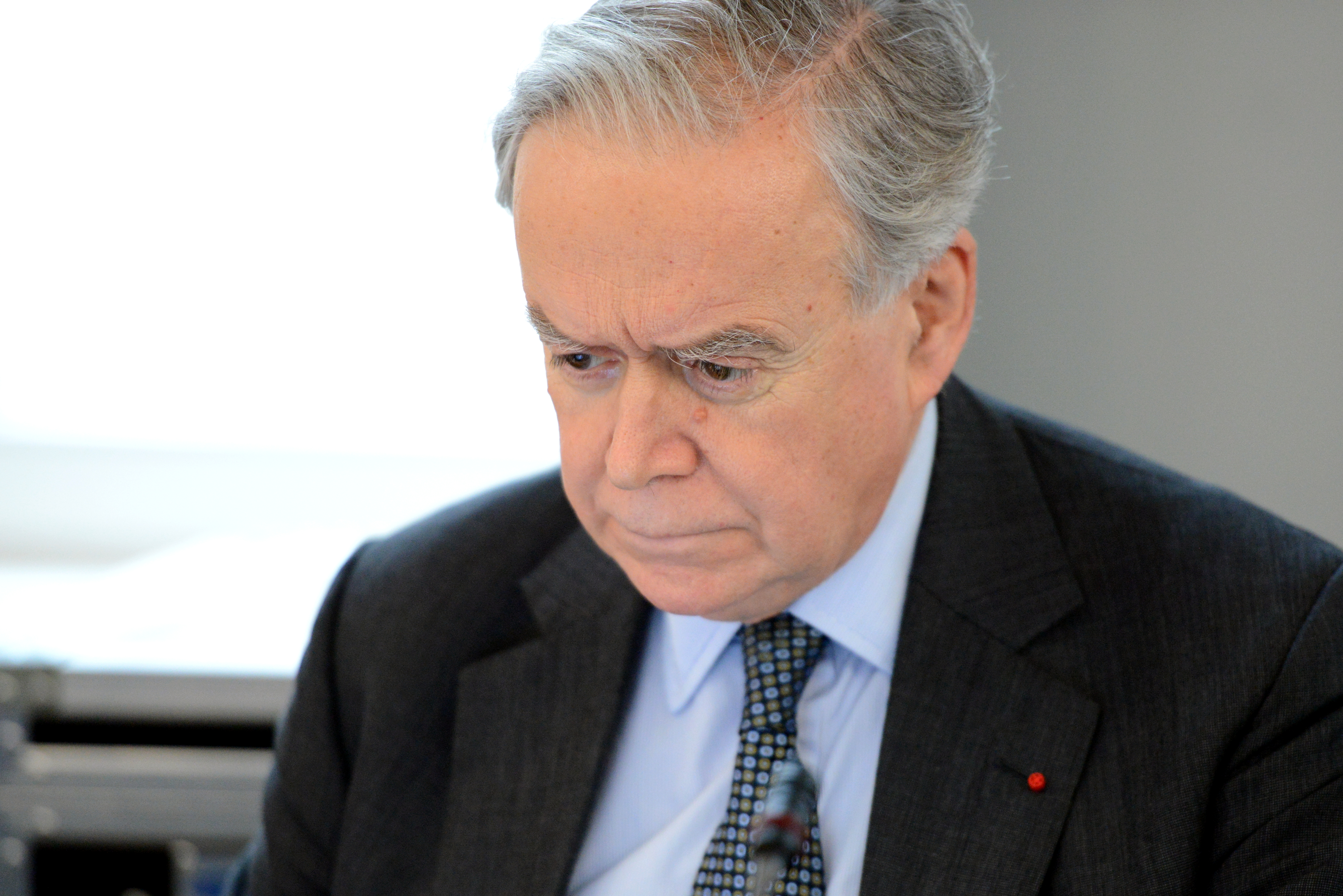
П'єр Морель (2014)

## Передумови
Мінські угоди, підписані представниками ОБСЄ, України та Росії з метою врегулювання кризи на Донбасі, крім іншого, стосувалися питань децентралізації та місцевих виборів. Так, за Мінським протоколом від 5 вересня 2014 року Україна зобов'язувалася:
…3. здійснити децентралізацію влади, зокрема через ухвалення Закону України «Про тимчасовий порядок місцевого самоврядування в окремих районах Донецької та Луганської областей» (Закон про особливий статус);
…7. продовжити інклюзивний загальнонаціональний діалог;
…9. забезпечити проведення дострокових місцевих виборів відповідно до Закону України про особливий статус.
Закон України «Про особливий порядок місцевого самоврядування в окремих районах Донецької та Луганської областей», ухвалений 16 вересня 2014 року, на три роки запровадив особливий порядок місцевого самоврядування в окремих (окупованих) районах Донецької та Луганської областей. Закон призначав позачергові вибори депутатів районних, міських, районних у містах, селищних, сільських рад, сільських, селищних, міських голів в окремих районах Донецької та Луганської областей на неділю 7 грудня 2014 року. Згідно з Законом, їх повноваження не могли бути достроково припинені.
Проте, вибори на окупованих територіях 7 грудня не відбулися, оскільки:
- проросійські керманичі бойовиків на Донбасі не погодилися проводити голосування за законодавством України, організувавши натомість свої «вибори» в листопаді[8][9];
- Верховна Рада України вчасно не визначила перелік районів і населених пунктів, в яких запроваджується особливий порядок місцевого самоврядування (територія, на якій мали б проводитися вибори згідно ст. 1 Закону). У цей час у державі загострилася парламентська криза і проводилися позачергові вибори народних депутатів.

Наступна Мінська угода від 12 лютого 2015 року передбачала:
…4. у перший день після відводу [важкого озброєння] почати діалог про модальності проведення місцевих виборів відповідно до українського законодавства і Закону України «Про тимчасовий порядок місцевого самоврядування в окремих районах Донецької та Луганської областей», а також про майбутній режим цих районів на підставі зазначеного закону;
…11. проведення конституційної реформи в Україні з набуттям чинності до кінця 2015 року нової конституції, яка передбачає ключовим елементом децентралізацію (з урахуванням особливостей окремих районів Донецької та Луганської областей, узгоджених із представниками цих районів), а також прийняття постійного законодавства про особливий статус окремих районів Донецької та Луганської областей;
…12. на підставі Закону України «Про тимчасовий порядок місцевого самоврядування в окремих районах Донецької та Луганської областей» питання, що стосуються місцевих виборів, будуть обговорюватися і узгоджуватися з представниками окремих районів Донецької та Луганської областей в рамках Тристоронньої Контактної групи. Вибори будуть проведені з дотриманням відповідних стандартів ОБСЄ при моніторингу з боку БДІПЛ ОБСЄ.
Чергові місцеві вибори в Україні (вибори депутатів місцевих рад та сільських, селищних, міських голів) призначені на неокупованій частині території України на неділю 25 жовтня 2015 року.
У той же час, терористична влада «ДНР» призначила вибори на своїй території на 18 жовтня, а «ЛНР» — на 1 листопада. Очільники України, Німеччини, Франції, Великої Британії заявили про невизнання цих виборів, що відбудуться у порушення Мінських угод.

## Ставлення до «Плану Мореля»

### В Україні
План передбачає проведення виборів в окремих районах України за спеціальним законом, що значно відрізнятиметься за змістом від загальних правил, дійсних на решті території держави. План не передбачає виконання таких обов'язкових, згідно Мінських угод, елементів врегулювання, як роззброєння бойовиків і контроль України над кордоном. На думку опитаних DW експертів, план криє в собі безліч іміджевих та електоральних загроз для української влади, особливо зважаючи на кривавий досвід сутичок біля Верховної Ради 31 серпня 2015 року. Тоді також голосувався законопроєкт, спрямований на виконання Мінських домовленостей.
Президент України Петро Порошенко назвав «особистою думкою П. Мореля» його пропозиції щодо виборів на Донбасі, а пізніше він заперечив сам факт існування плану як цілісного документа.
Як зазначив Президент України вже після паризьких перемовин, для України є неприйнятними такі пропозиції, що містяться у плані:
- щодо недопуску до виборів тимчасово переміщених осіб з Донбасу, які проживають в інших частинах України;
- щодо обмеження участі у виборах українських партій;
- щодо неповноцінної діяльності українських ЗМІ на Донбасі під час виборів[18].

Народний депутат, голова фракції партії «Блок Петра Порошенка», координатор парламентської коаліції Юрій Луценко виключив ухвалення Радою закону про вибори в «ДНР» і «ЛНР»: 
| «Український парламент не підтримає жодних спроб провести визнання виборів на окупованих територіях. Ні цієї осені, ні наступної весни. Вибори в Донецьку та Луганську можливі тільки після відновлення всієї повноти державної влади на тих територіях»[19]. |

### У Німеччині, Франції
Речниця МЗС Німеччини повідомила, що в Берліні розглядають «План Мореля» як «основу подальшого врегулювання» кризи на Донбасі. Ця позиція зафіксована у заяві міністра закордонних справ ФРН Франка-Вальтера Штайнмайєра за підсумками останніх переговорів голів МЗС «нормандської четвірки» у Берліні 12 вересня:
|  | Умови й терміни проведення місцевих виборів будуть складені в робочій групі з питань політики Контактної тристоронньої групи. Вони опираються на пропозиції координатора відповідної робочої групи П'єра Мореля. Оригінальний текст (нім.) [Die Modalitäten und der Zeitplan der Lokalwahlen werden in der Arbeitsgruppe Politik der Trilateralen Kontaktgruppe erarbeitet. Dabei stützt sie sich auf die Vorschläge des Koordinators der zuständigen Arbeitsgruppe, Pierre Morel, und die Minsker Vereinbarung.] Помилка: [undefined] Помилка: {{Lang}}: немає тексту (допомога): текст вже має курсивний шрифт (допомога) |

В МЗС Франції вітають зусилля Мореля з вироблення компромісних пропозицій: 
| «Досягнення домовленостей необхідне для проведення місцевих виборів та початку переговорів про особливий статус Донбасу». | В МЗС Франції також заявили про стурбованість планами сепаратистів провести окремі вибори.

### У Росії
Про позицію міністра закордонних справ РФ Сергія Лаврова відомо те, що він пропонує «спиратися на ідеї Мореля».

### У США
За даними джерел DW, план вироблявся за участю держсекретаря США Вікторії Нуланд. Лише після попереднього узгодження між Вашингтоном і Москвою, план був переданий «нормандській четвірці».

## Паризька зустріч
2 жовтня 2015 відбувся саміт (зустріч глав держав) у «нормандському форматі» в Парижі. Як повідомила уповноважений Президента України з питань мирного врегулювання в Донецькій і Луганській областях, представник України в гуманітарній підгрупі тристоронньої контактної групи Ірина Геращенко, українська делегація на цих переговорах відстояла відмову від певних пунктів, що входили до ініціатив Мореля. Це, зокрема, новий закон про особливий статус, новий спеціальний закон про місцеві вибори на тимчасово окупованій території, новий закон про амністію.
Водночас, сторони підтвердили необхідність проведення позачергових місцевих виборів на Донбасі виключно на основі законодавства України та стандартів ОБСЄ під моніторингом ОБСЄ/БДІПЛ.
Те саме підтвердив заступник глави Адміністрації Президента України, дипломат Костянтин Єлісєєв.
Тим не менш, після паризької зустрічі необхідність спеціального закону для виборів на Донбасі стала просуватися на рівні тристоронньої групи, а також високопосадовцями всередині країни.
Відомий російський політолог Станіслав Бєлковський вважає, що план П'єра Мореля де-факто взятий за концептуальну основу домовленостей у Парижі.

## План амністії бойовиків
П'єр Морель також узяв на себе клопіт підготувати неофіційний документ щодо принципів та порядку амністії. Він мав обговорюватися в робочих підгрупах у січні 2016 року.